# Згеж

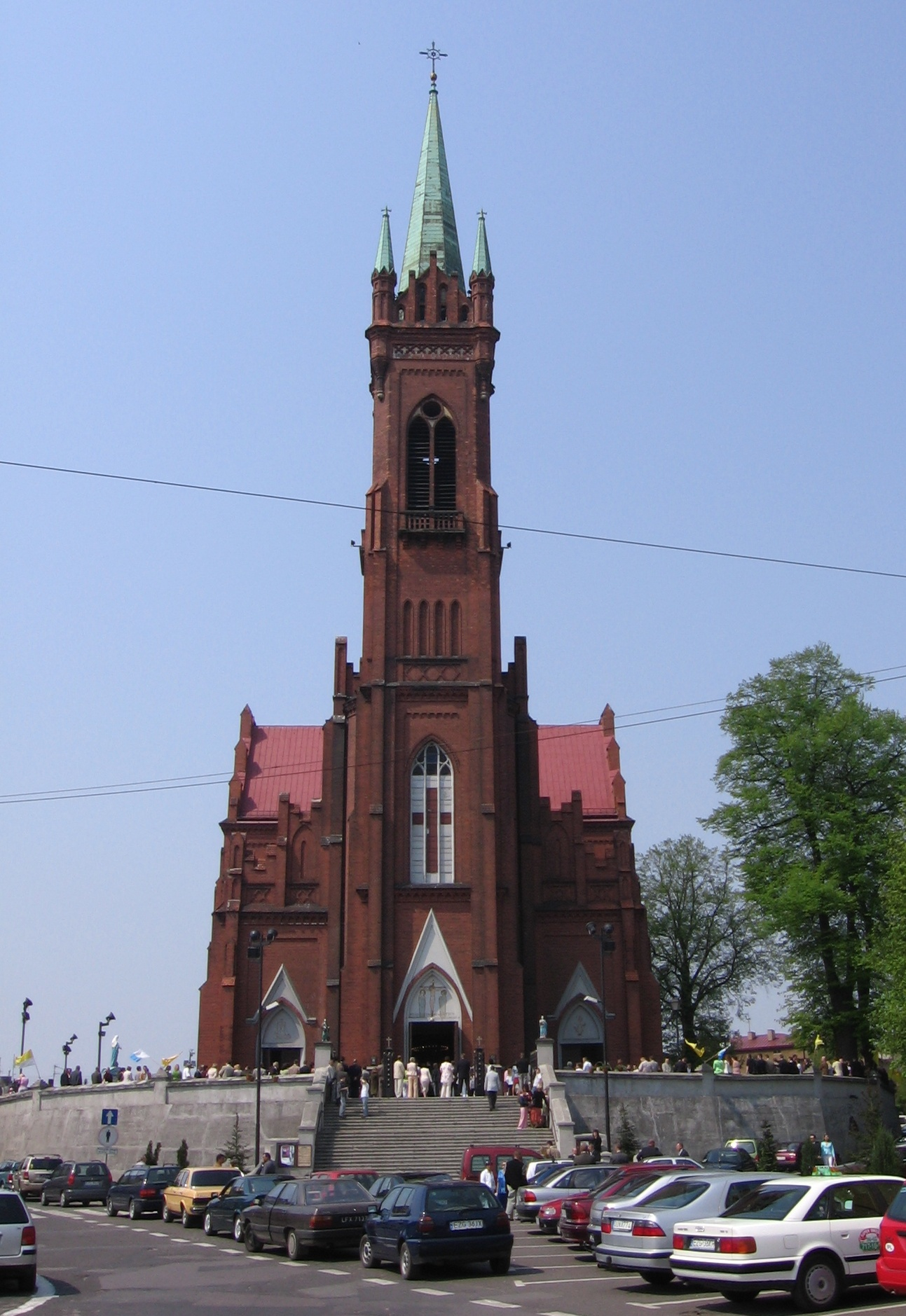
Костел св. Катерини

Згеж  (пол. Zgierz)— місто та гміна в Лодзинському воєводстві, що межує на півдні з містом Лодзь. У 1975–1998 рр. адміністративно місто належало до Лодзького воєводства.
Станом на 31.12.2007 р., місто налічувало 58 164 мешканців. Місто розташоване на перехресті автомагістралей: № 1 Катовиці-Гданськ i № 71 Александрув-Лодзький-Стрикув, а також на початку автомагістралі регіонального значення № 702 Згеж-Кутно.

## Демографія
Демографічна структура станом на 31 грудня 2023 року:
| Легенда   | Усього | Усього | Чоловіків | Чоловіків | Жінок  | Жінок |
| --------- | ------ | ------ | --------- | --------- | ------ | ----- |
| Значення  | осіб   | %      | осіб      | %         | осіб   | %     |
| Кількість | 53 543 | 100    | 28 621    | 53,45     | 24 922 | 46,55 |

## Міста побратими
- Німеччина Глахау
- Угорщина Годмезевашаргей
- Словаччина Кежмарок
- Литва Купішкіс
- Польща Ожиш
- Польща Супрасль
- Україна Маневичі, Маневицький район